# Nguyễn Hùng
Nguyễn Hùng (sinh năm 1971 tại Hải Phòng) là một nghệ nhân đồ gốm người Việt Nam. Ông được biết đến là tác giả của bức tranh đá quý lớn nhất Việt Nam và đặc biệt là nghệ nhân gốm Việt Nam đầu tiên xác lập 2 kỷ lục thế giới Guiness với hai tác phẩm gốm là "Phú quý mãn đường" và "Thiềm Thừ thiên phong ấn".

## Thân thế
Nguyễn Hùng sinh năm 1971 tại Hải Phòng. Ông sớm bén duyên với nghề gốm. Năm 1986, ông vào làm việc tại Công ty Havinaco và được giao nhiệm vụ khảo sát về nghề gốm tại nhiều tỉnh thành tại Việt Nam. Sau đó, ông quyết định ở lại làng gốm Bát Tràng (Gia Lâm, Hà Nội). Tại đây, ông mở xưởng gốm riêng, kế thừa kỹ thuật của các thế hệ đi trước và cải tiến thêm kỹ thuật làm gốm. Hai tác phẩm mai bình "Tích lộc" và "Mã đáo thành công" của ông hiện đang được lưu giữ tại khu di tích lịch sử đền Phù Đổng (Sóc Sơn, Hà Nội). Nhiều tác phẩm của Nguyễn Hùng cũng được trưng bày tại Bảo tàng Tinh hoa làng nghề Việt Nam ở Bát Tràng, bảo tàng XQ ở Huế.

## Thành tựu
Sáng ngày 30 tháng 6 năm 2022, lễ trao kỷ lục Guinness Thế giới cho 2 tác phẩm gốm sứ nghệ thuật của Nguyễn Hùng và Gốm Hương Việt đã diễn ra tại Hà Nội. Nguyễn Hùng trở thành nghệ nhân gốm đầu tiên của Việt Nam được trao 2 kỷ lục thế giới Guiness. Trước khi xác lập 2 kỷ lục trên, ông cũng được biết tới là tác giả của bức tranh đá quý lớn nhất Việt Nam mang tên “Hồ Xuân Hương”. Tác phẩm gốm "Thiềm Thừ thiên phong ấn" được trao kỷ lục "Tác phẩm điêu khắc linh vật thần thoại bằng gốm lớn nhất" và "Phú quý mãn đường"  được trao kỷ lục "Tác phẩm đĩa gốm chạm khắc lớn nhất".
Tác phẩm “Thiềm thừ thiên phong ấn” nặng 1.500kg, có chiều dài 1,735m, chiều rộng 1,1m và chiều cao 0,778m. Linh vật thần thoại được khắc trong tác phẩm là cóc Thiềm Thừ, hay còn gọi là cóc phong thủy, là một loài cóc ba chân linh thiêng ở châu Á và là biểu tượng của sự thịnh vượng. Nguyễn Hùng ở làng Bát Tràng đã mất hơn 6 tháng để chế tác tác phẩm này. Tác phẩm "Phú quý mãn đường" nặng 400 kg có đường kính 1,37 m có đắp nổi và chạm khắc của cây tuyết tùng và đôi chim công. Ngoài ra, các yếu tố phong thủy khác như núi và mặt trời cũng xuất hiện nhằm truyền đạt ý tưởng về sự giàu có, vĩnh cửu, quyền quý và hạnh phúc viên mãn đời đời. Chiếc đĩa được ông chế tác thành công vào năm 2018, và mất khoảng 2500 giờ (khoảng 1,5 năm) để hoàn thành.
Nguyễn Hùng cho biết ở hai tác phẩm này khó nhất là xử lý độ co kéo của đất. Ở “Thiềm thừ Thiên phong ấn”, ông đã phải suy tính rất kỹ để vừa đưa được hình khối mỹ thuật hiện đại vào sản phẩm, nhưng vẫn giữ được nét truyền thống của gốm Bát Tràng. Còn đối với đĩa “Phú quý mãn đường”, đây là lần đầu tiên ông thực hiện một sản phẩm điêu khắc trên chiếc đĩa có kích thước lớn như vậy. Ngoài việc xử lý độ co kéo, chịu lực của chiếc đĩa, nghệ nhân còn phải sử dụng nhiều yếu tố kỹ thuật đan xen để đắp được khối đất không đều lên một chiếc đĩa phẳng.
Hai tác phẩm này còn đánh dấu sự hoàn thiện trong kỹ thuật gốm của nghệ nhân Nguyễn Hùng. Tác phẩm sử dụng loại men hoàng thổ liên hoa mà ông Hùng đã nghiên cứu và thử nghiệm thành công. Để có loại men này, ông sử dụng tro của thân cây sen trộn với đất trầm tích lấy từ sông Hồng, bột nghiền một số khoáng thạch tự nhiên. Loại men này giúp ông cho ra dải màu rộng hơn từ sắc nâu đến nâu đỏ, đa dạng hơn so với màu trắng ngà đơn thuần của men tro truyền thống.

## Đánh giá
Bà Mai McMillan, đại diện kỷ lục Guinness thế giới cho biết "Tại buổi lễ này, nhìn vào hai tác phẩm có thể thấy được những nỗ lực tuyệt vời của tác giả, có thể thấy được tính nghệ thuật của hai tác phẩm lớn đến thế nào, và cả sự hạnh phúc của tất cả mọi người khi nhìn thấy tác giả được vinh danh. Tôi rất hạnh phúc khi có mặt tại buổi lễ vinh danh này." Báo Tuổi trẻ nhận xét rằng "Những sáng tạo kỹ thuật làm gốm mới mẻ là kết quả của bao năm mày mò nghiên cứu bằng tình yêu lớn dành cho gốm đã được nghệ nhân Nguyễn Hùng ứng dụng thành công ở hai tác phẩm đạt kỷ lục thế giới."